# Premnoplex tatei
A Premnoplex tatei a madarak (Aves) osztályának verébalakúak (Passeriformes) rendjébe és a fazekasmadár-félék (Furnariidae) családjába tartozó faj.

## Rendszerezése
A fajt Frank Chapman amerikai ornitológus írta le 1925-ben.

## Alfajai
- Premnoplex tatei pariae[2] Phelps & W. H. Phelps Jr, 1949 vagy Premnoplex pariae
- Premnoplex tatei tatei Chapman, 1925[2]

## Előfordulása
Dél-Amerika északi részén, Venezuela területén honos. Természetes élőhelyei a  szubtrópusi vagy trópusi hegyi esőerdők. Állandó, nem vonuló faj.

## Megjelenése
Testhossza 15 centiméter.

## Természetvédelmi helyzete
Az elterjedési területe kicsi, egyedszáma 1700-7000 példány közötti és csökken. A Természetvédelmi Világszövetség Vörös listáján veszélyeztetett fajként szerepel.